# Golden Raspberry Awards 1986
De Golden Raspberry Awards 1986 was het zevende evenement rondom de uitreiking van de Golden Raspberry Awards. De uitreiking werd gehouden op 29 maart 1987 in het Hollywood Roosevelt Hotel voor de slechtste prestaties binnen de filmindustrie van 1986.

## Genomineerden en winnaars
| "Winnaar"* |

| Categorie | Nominaties                                                               |
| --- | ------------------------------------------------------------------------ |
| Slechtste film |                                                                          |
| Howard the Duck (Universal), geproduceerd door Gloria Katz                                                                        |                                                                          |
| Under the Cherry Moon (Warner Bros.), geproduceerd door Bob Cavallo, Joe Ruffalo, and Steve Fargnoli                              |                                                                          |
| Blue City (Paramount), geproduceerd door William L. Hayward Walter Hill                                                           |                                                                          |
| Cobra (Cannon/Warner Bros.), geproduceerd door Menahem Golan en Yoram Globus                                                      |                                                                          |
| Shanghai Surprise (MGM), geproduceerd door John Kohn                                                                              |                                                                          |
| Slechtste acteur |                                                                          |
| Prince in Under the Cherry Moon                                                                                                   |                                                                          |
| Emilio Estevez in Maximum Overdrive                                                                                               |                                                                          |
| Judd Nelson in Blue City |                                                                          |
| Sean Penn in Shanghai Surprise |                                                                          |
| Sylvester Stallone in Cobra |                                                                          |
| Slechtste actrice |                                                                          |
| Madonna in Shanghai Surprise |                                                                          |
| Ally Sheedy in Blue City |                                                                          |
| Brigitte Nielsen-Stallone in Cobra                                                                                                |                                                                          |
| Joan Chen in Tai-Pan |                                                                          |
| Kim Basinger in 9½ Weeks |                                                                          |
| Slechtste mannelijke bijrol |                                                                          |
| Jerome Benton in Under the Cherry Moon                                                                                            |                                                                          |
| Brian Thompson in Cobra |                                                                          |
| Peter O'Toole in Club Paradise |                                                                          |
| Scott Wilson in Blue City |                                                                          |
| Tim Robbins in Howard the Duck |                                                                          |
| Slechtste vrouwelijke bijrol |                                                                          |
| Dom DeLuise (als Aunt Kate) in Haunted Honeymoon                                                                                  |                                                                          |
| Beatrice Straight in Power |                                                                          |
| Kristin Scott Thomas in Under the Cherry Moon                                                                                     |                                                                          |
| Louise Fletcher in Invaders from Mars                                                                                             |                                                                          |
| Zelda Rubinstein in Poltergeist II: The Other Side                                                                                |                                                                          |
| Slechtste regisseur |                                                                          |
| Prince voor Under the Cherry Moon                                                                                                 |                                                                          |
| Jim Goddard voor Shanghai Surprise                                                                                                |                                                                          |
| Michelle Manning voor Blue City                                                                                                   |                                                                          |
| Stephen King voor Maximum Overdrive                                                                                               |                                                                          |
| Willard Huyck voor Howard the Duck                                                                                                |                                                                          |
| Slechtste scenario |                                                                          |
| Howard the Duck, geschreven door Willard Huyck en Gloria Katz, gebaseerd op het Marvel Comics-personage bedacht door Steve Gerber |                                                                          |
| 9½ Weeks, geschreven door Patricia Knop & Zalman King en Sarah Kernochan, gebaseerd op de roman van Elizabeth McNeill             |                                                                          |
| Cobra, geschreven door Sylvester Stallone, gebaseerd op de roman Fair Game van Paula Gosling                                      |                                                                          |
| Shanghai Surprise, geschreven door John Kohn en Robert Bentley, gebaseerd op de roman van Tony Kenrick                            |                                                                          |
| Under the Cherry Moon, geschreven door Becky Johnston                                                                             |                                                                          |
| Slechtste nieuwe ster |                                                                          |
| De zes mannen en vrouwen in een eendenpak Howard the Duck                                                                         |                                                                          |
| Brian Thompson in Cobra |                                                                          |
| Joan Chen in Tai-Pan |                                                                          |
| Kristin Scott Thomas in Under the Cherry Moon                                                                                     |                                                                          |
| Mitch Gaylord in American Anthem                                                                                                  |                                                                          |
| Slechtste originele lied |                                                                          |
| "Love or Money" uit Under the Cherry Moon, geschreven door Prince en The Revolution                                               |                                                                          |
| "Howard the Duck" uit Howard the Duck, geschreven door Thomas Dolby, Allee Willis en George S. Clinton                            |                                                                          |
| "I Do What I Do" uit 9½ Weeks, geschreven door Jonathan Elias, John Taylor en Michael Des Barres                                  |                                                                          |
| "Life in a Looking Glass" uit That's Life!, muziek door Henry Mancini, tekst door Leslie Bricusse                                 |                                                                          |
| "Shanghai Surprise" uit Shanghai Surprise, geschreven door George Harrison                                                        |                                                                          |
| Slechtste visuele effecten |                                                                          |
| Howard the Duck, visuele effecten door Industrial Light and Magic                                                                 |                                                                          |
| Invaders from Mars, effecten door John Dykstra, wezens ontworpen door Stan Winston                                                |                                                                          |
| King Kong Lives, wezens ontworpen door Carlo Rambaldi                                                                             |                                                                          |
| Worst Career Achievement Award | Bruce de rubberen haai uit Jaws (1975), Jaws 2 (1978) en Jaws 3-D (1983) |